# Vârful Bucura
Vârful Bucura (węg. Bukura-csúcs) – szczyt w masywie Retezat, w Karpatach Południowych. Leży w centralnej Rumunii.